# Morpho deidamia
Espèce
Morpho (Morpho) deidamia est une espèce d'insectes lépidoptères (papillons) qui appartient à la famille des nymphalidés, sous-famille des Morphinae, à la tribu des Morphini et au genre Morpho.

## Description
Morpho deidamia est un très grand papillon d'une envergure allant de 150 mm à 170 mm, aux ailes antérieures à bord externe concave. Le dessus des ailes du mâle est bleu avec une bande basale noire se prolongeant au bord interne des ailes postérieures jusqu'à l'angle anal et une bordure noire du bord externe légèrement festonné des ailes antérieures et postérieures. Elles peuvent être assez larges ne laissant qu'une bande bleue ou étroites et presque toute l'aile est bleue. Le dessus des ailes de la femelle est marron orné d'une bande suffusée de bleu.
Le revers est marron orné d'une ligne de gros ocelles noirs cernés de jaune, trois aux ailes antérieures et quatre aux ailes postérieures.

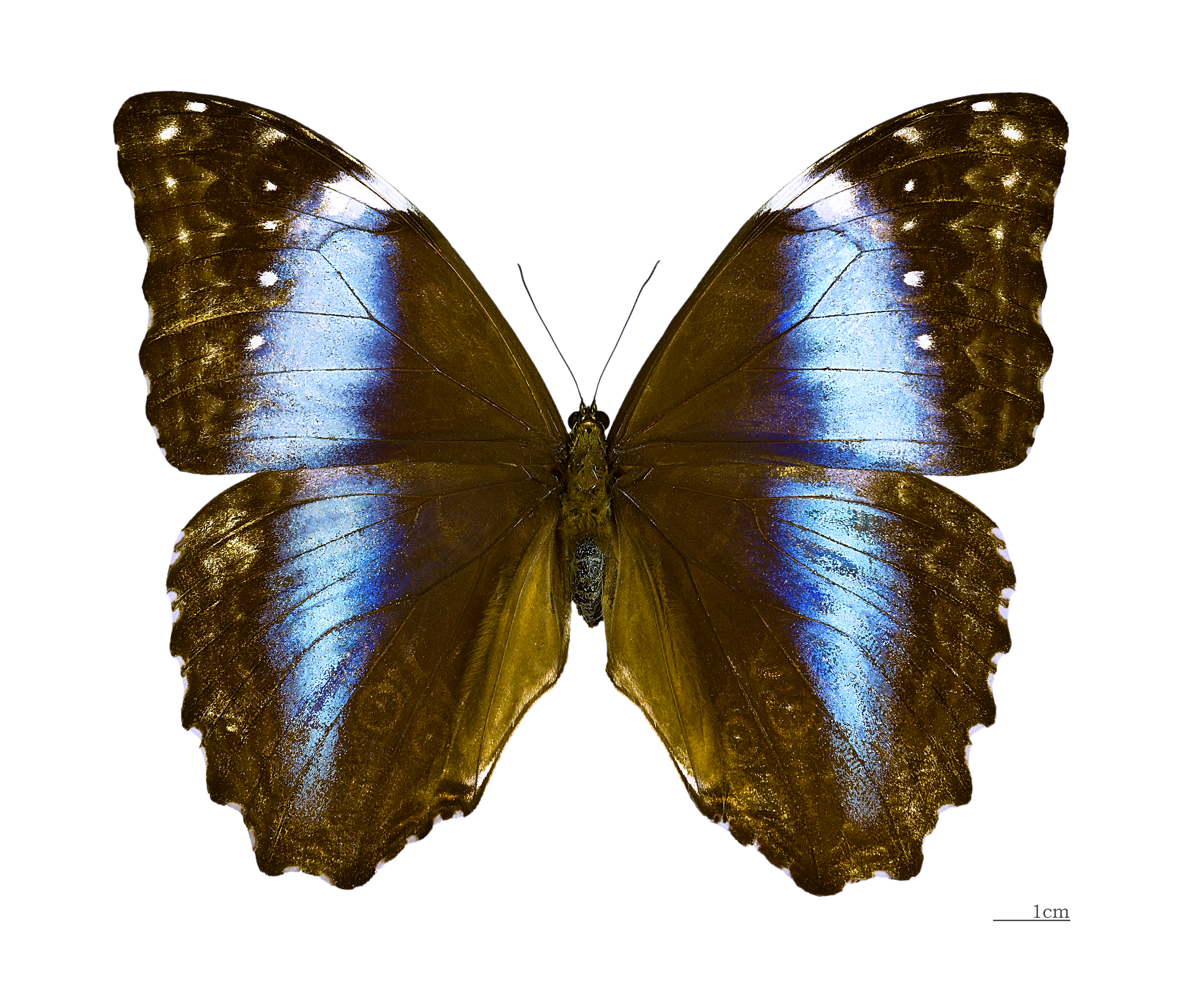
Morpho deidamia deidamia ♀ - MHNT
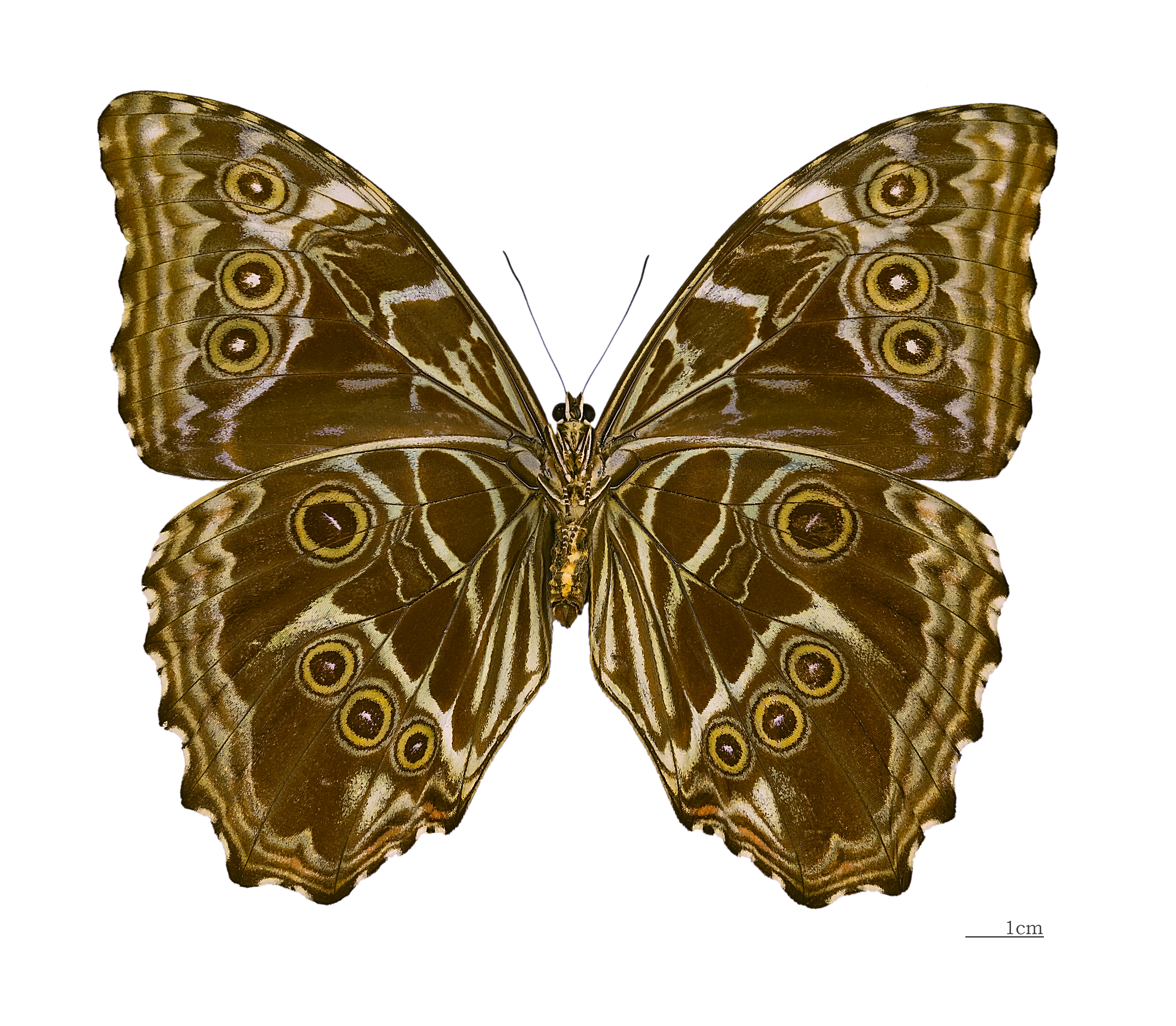
Morpho deidamia deidamia ♀ △ - MHNT
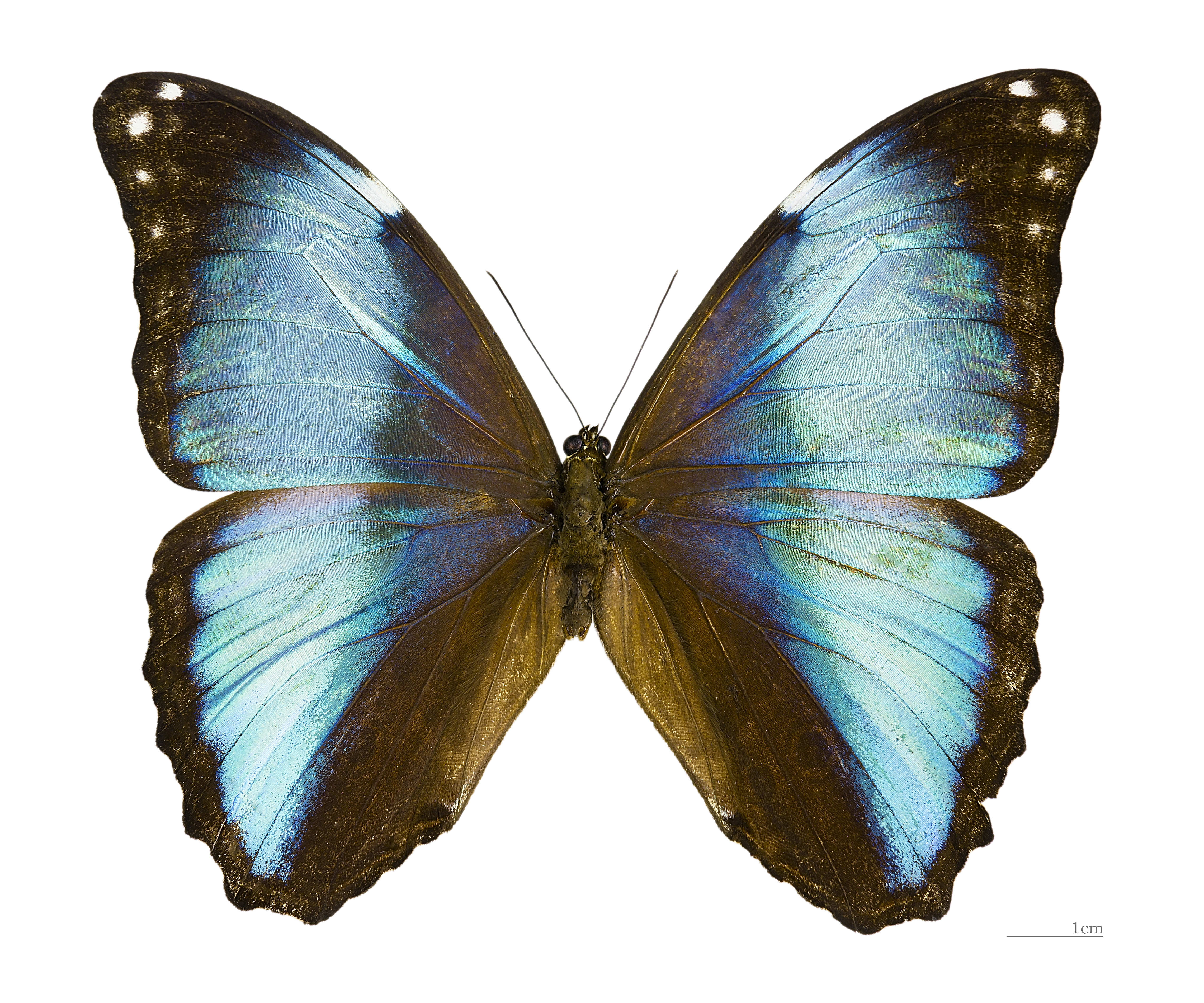
Morpho deidamia deidamia ♂ - MHNT
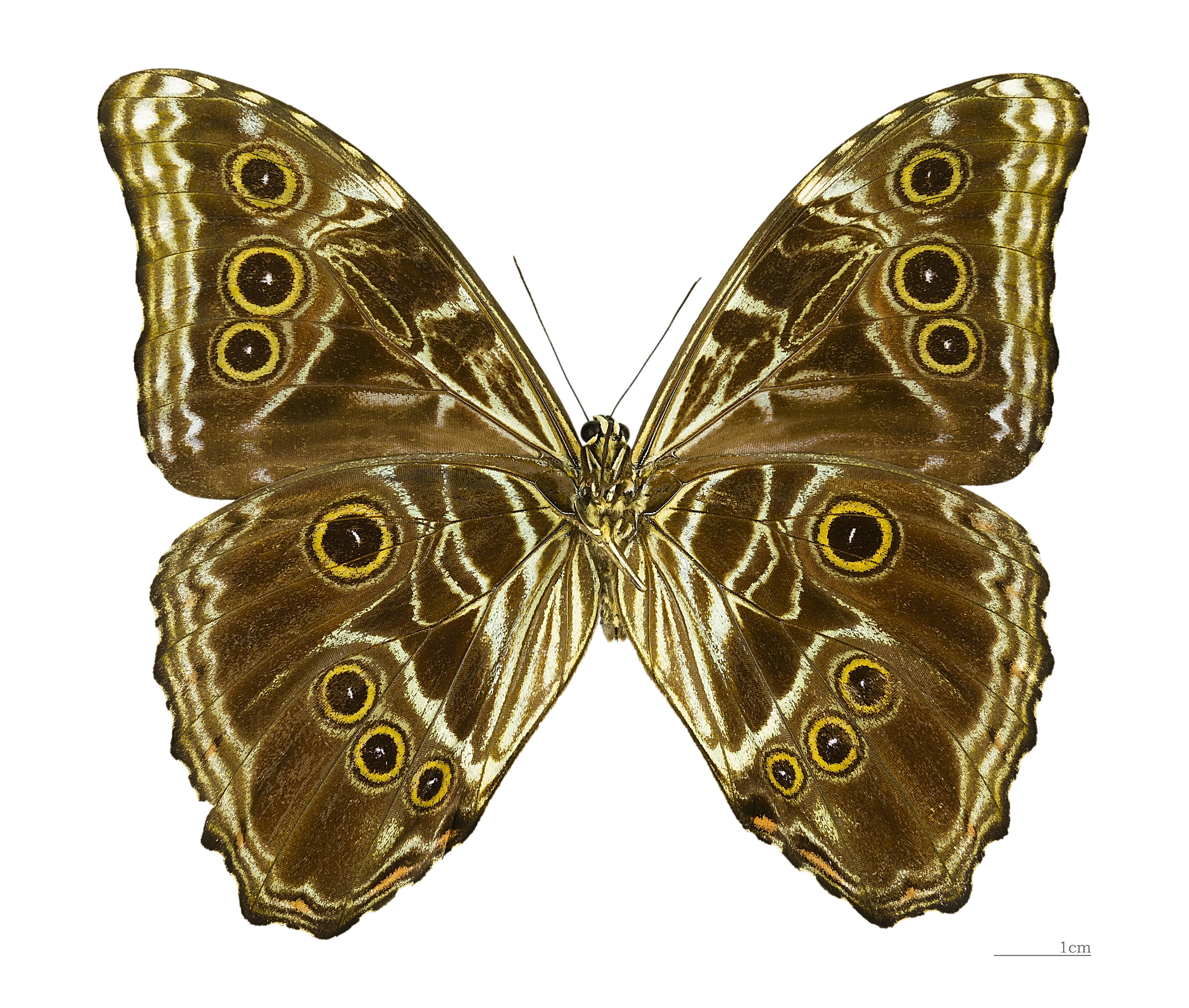
Morpho deidamia deidamia ♂ △ - MHNT

## Biologie

### Plantes hôtes
Les plantes hôtes de la chenille sont diverses Fabaceae, et Macharium seemani pour Morpho deidamia granadensis.

## Écologie et distribution
Morpho deidamia est présent au Nicaragua, au Costa Rica, à Panama, au Venezuela, au Suriname, en Guyane, en Colombie, en Équateur, en Bolivie, au Pérou et au Brésil.

### Biotope
Morpho deidamia réside dans tous les types de forêt, et jusqu'à une altitude de 1 400 m.

## Systématique
- L'espèce Morpho deidamia a été décrite par l'entomologiste allemand Jakob Hübner en 1819 sous le nom initial de Leonte deidamia[3]. Deidamia était la fille de Lycomède, roi de Scyros, dans la mythologie grecque.
- La localité type est le Surinam.

### Synonymie
- Leonte deidamia (Hübner, 1819) Protonyme
- Morpho deidamia erica Fruhstorfer, 1907[5]
- Morpho deidamia praenestina Fruhstorfer, 1913
- Morpho neoptolemus schematica Le Moult & Réal, 1962
- Morpho neoptolemus faroensis Le Moult & Réal, 1962

### Nom vernaculaire
En anglais Morpho deidamia se nomme Marbled Morpho et Morpho deidamia granadensis comme Morpho deidamia polybaptus Scarce Morpho. En Guyane il est appelé Bleu Barré du fait de sa silhouette laissant penser à un Morpho Menelaus ayant des ailes barrées de noir,.

### Taxinomie
Le nom complet est Morpho (Morpho) deidamia
Sous-espèces
- Morpho deidamia deidamia ; présent au Venezuela, au Suriname et au Brésil.
- Morpho deidamia diffusa Le Moult & Réal, 1962 ; présent au Brésil.
- Morpho deidamia diomedes Weber, 1944 ; présent au Pérou.
- Morpho deidamia electra Röber, 1903 ; présent en Bolivie
- Morpho deidamia granadensis C. & R. Felder, [1867] ; présent à Panama, au Nicaragua, au Venezuela, en Colombie et en Équateur.
- Morpho deidamia guaraura Le Cerf, 1925 ; présent au Venezuela.
- Morpho deidamia hermione Röber, 1903 ; présent en Colombie.
- Morpho deidamia neoptolemus Wood 1863 et Fruhstorfer, 1907 ; présent en Colombie, en Équateur, au Pérou et au Brésil.
- Morpho deidamia polybaptus Butler, 1875 ; présent à Panama, au Nicaragua et au Costa Rica.
- Morpho deidamia pyrrhus Staudinger, 1887 ; présent au Pérou
- Morpho deidamia steinbachi Le Moult & Réal, 1962 ; présent en Bolivie[3].

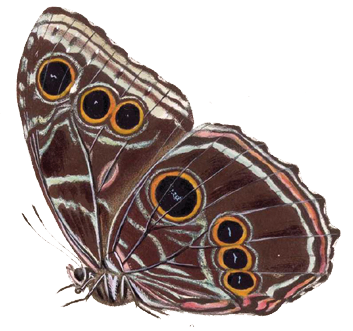
Morpho deidamia granadensis
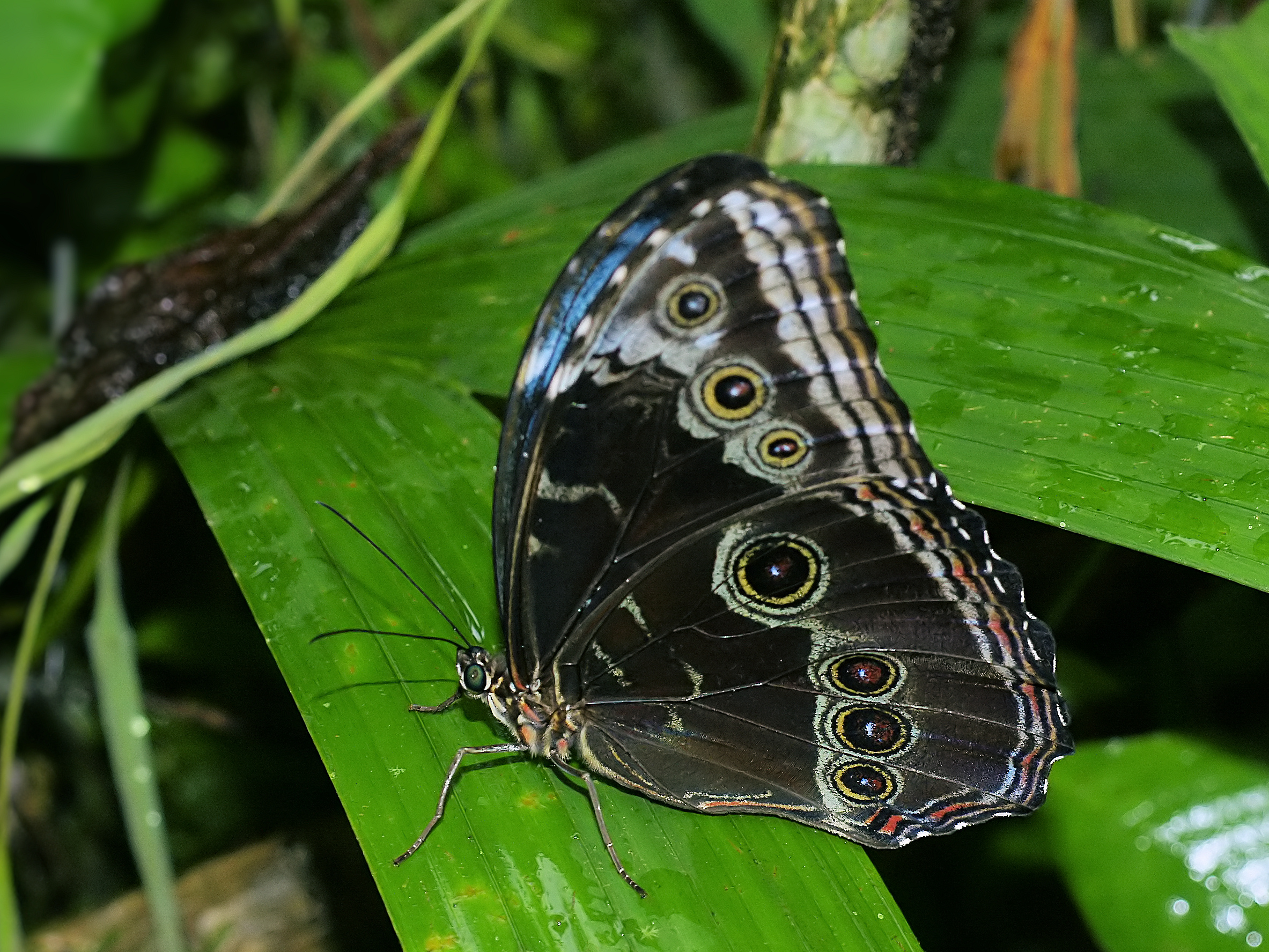
Morpho deidamia polybaptus
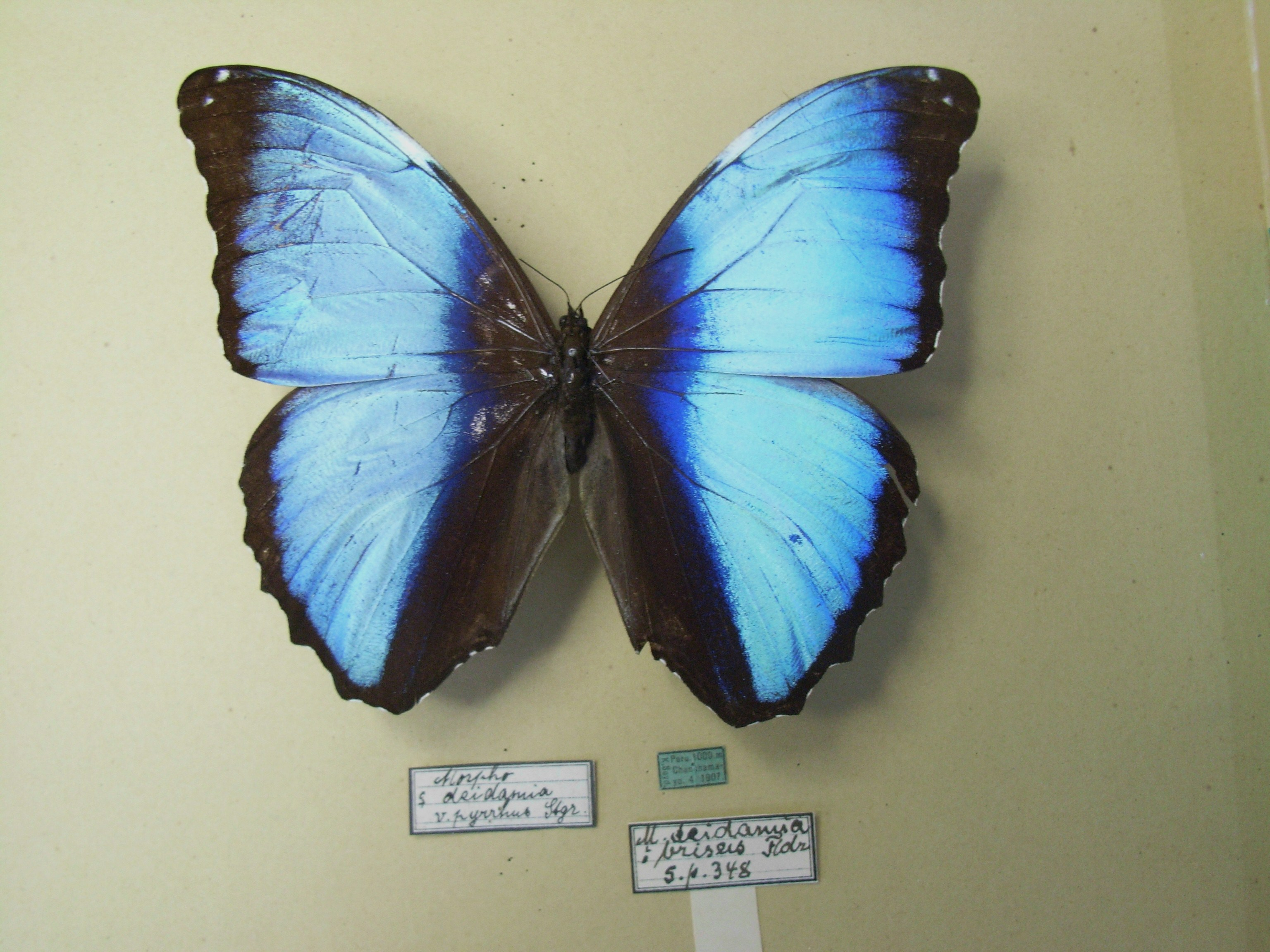
Morpho deidamia pyrrhus

## Morpho deidamia et l'Homme

### Protection
Pas de statut de protection particulier.

### Liens taxonomiques
- (en) Tree of Life Web Project : Morpho deidamia
- (en) Catalogue of Life : Morpho deidamia Hübner 1816
- (en) NCBI : Morpho deidamia (taxons inclus)